# András Kovács
András Kovács (Kide, 20 de juny de 1925 – Budapest, 11 de març de 2017) va ser un director de cinema i guionista hongarès. Va dirigir 30 pel·lícules entre 1961 i 1996. La seva pel·lícula de 1968 Falak va participar al 6è Festival Internacional de Cinema de Moscou. La seva pel·lícula de 1978 A ménesgazda va ser seleccionada per a participar al 19è Festival Internacional de Cinema de Berlín. La seva pel·lícula de 1981 Ideiglenes paradicsom va guanyar el Premi de Plata del 12è Festival Internacional de Cinema de Moscou. El 1985, la seva pel·lícula A vörös grófnő va participar al 14è Festival Internacional de Cinema de Moscou.
Va ser membre del jurat al 5è Festival Internacional de Cinema de Moscou de 1967 i del 29è Festival Internacional de Cinema de Canes el 1976.

## Filmografia
- 1960: Zápor
- 1961: Pesti haztetők
- 1963: Isten őszi csillaga
- 1964: Nehéz emberek, documental
- 1966: Hideg napok
- 1968: Falak
- 1970: Staféta
- 1973: A magyar ugaron
- 1974: Bekötöt szemmel
- 1976: Labirintus
- 1978: A ménesgazda
- 1979: Októberi vasárnap
- 1981: Ideiglenes paradicsom
- 1983: Szeretők
- 1984: A vörös grófnő
- 1987: Valahol Magyarországon
- 1994: Az álommenedzser
- 1996: Egy nehéz ember Kaliforniában